# 新六歌仙
新六歌仙（日语：／ Shinrokukasen */?）是指日本新古今和歌集時代的六名歌人，出自於由肖柏在永正2年（1505年）編成的《六家抄》，仿照自六歌仙，分別指藤原俊成、西行、藤原定家、九條良經、藤原家隆和慈圓。